# ريتشارد وايس
ريتشارد وايس (بالإنجليزية: Richard Weiss)‏ هو كاياكير أمريكي، ولد في 18 سبتمبر 1963 في ميونخ في ألمانيا، وتوفي في 25 يونيو 1997 بسبب غرق.

## وصلات خارجية
- ريتشارد فايس على موقع أوليمبيديا (الإنجليزية)
- ريتشارد فايس على موقع اللجنة الأولمبية الأسترالية (الإنجليزية)